# Chef de l'opposition officielle (Royaume-Uni)
Pour les articles homonymes, voir Chef de l'opposition.
Le chef de la très loyale opposition de Sa Majesté (en anglais : Leader of His Majesty's Most Loyal Opposition), plus communément appelé chef de l'opposition, est le député qui dirige l'opposition officielle au Royaume-Uni. Il est le chef du principal parti politique qui n'est pas au gouvernement, ce qui correspond habituellement au deuxième parti le plus représenté à la Chambre des communes.
Le chef de l'opposition est considéré comme le Premier ministre alternatif. Il est le chef du cabinet fantôme (Shadow Cabinet) et est membre du Conseil privé. Le poste est créé en mars 1807 et officialisé en juillet 1937.
L'actuelle cheffe de l'opposition est Kemi Badenoch, élue à la tête du Parti conservateur le 2 novembre 2024.

## Historique
Au XIXe siècle, l'appartenance à un parti était généralement moins figée et les chefs de file des deux chambres avaient souvent le même statut. L'existence d'un chef de l'opposition unique et clair n'était définitivement établie que si le chef de l'opposition à la Chambre des communes ou à la Chambre des lords était le Premier ministre sortant. Toutefois, depuis le Parliament Act de 1911, il est incontestable que le chef de file de la Chambre des communes est prééminent et qu'il a toujours porté le titre principal.

## Liste des chefs de l'opposition
| Titulaire                                | Portrait           | Début              | Fin               | Parti(s) politique | Parti(s) politique |
| ---------------------------------------- | ------------------ | ------------------ | ----------------- | ------------------ | ------------------ |
| Sir Robert Peel                          |                    | 18 avril 1835      | 30 août 1841      |                    | Parti conservateur |
| Lord William Lamb                        |                    | 30 août 1841       | octobre 1842      |                    | Parti whig         |
| Lord Henry John Temple                   |                    | 19 février 1858    | 11 juin 1859      |                    | Parti whig         |
| Lord Henry John Temple                   | Parti whig         | 19 février 1858    | 11 juin 1859      |                    |                    |
| Lord Henry John Temple                   | Parti conservateur | 19 février 1858    | 11 juin 1859      |                    |                    |
| Lord Henry John Temple                   | Parti libéral      | 19 février 1858    | 11 juin 1859      |                    |                    |
| John Russell                             |                    | 28 juin 1866       | 3 décembre 1868   |                    |                    |
| John Russell                             | Parti whig         | 28 juin 1866       | 3 décembre 1868   |                    |                    |
| John Russell                             | Parti libéral      | 28 juin 1866       | 3 décembre 1868   |                    |                    |
| Benjamin Disraeli                        |                    | 21 avril 1880      | 19 avril 1881     |                    | Parti conservateur |
| William Ewart Gladstone                  |                    | 20 juillet 1886    | 11 août 1892      |                    | Parti conservateur |
| William Ewart Gladstone                  | Parti conservateur | 20 juillet 1886    | 11 août 1892      |                    |                    |
| William Ewart Gladstone                  | Parti libéral      | 20 juillet 1886    | 11 août 1892      |                    |                    |
| Lord Robert Arthur Talbot Gascoyne-Cecil |                    | 11 août 1892       | 22 juin 1895      |                    | Parti conservateur |
| Lord Archibald Primrose                  |                    | 22 juin 1895       | 6 octobre 1896    |                    | Parti libéral      |
| William Vernon Harcourt                  |                    | 6 octobre 1896     | 8 décembre 1898   |                    | Parti libéral      |
| Henry Campbell-Bannerman                 |                    | 6 février 1899     | 5 décembre 1905   |                    | Parti libéral      |
| Joseph Chamberlain                       |                    | 8 février 1906     | 27 février 1906   |                    | Parti libéral      |
| Andrew Bonar Law                         |                    | 13 novembre 1911   | 25 mai 1915       |                    | Parti conservateur |
| Edward Carson                            |                    | 19 octobre 1915    | 6 décembre 1916   |                    | Parti conservateur |
| Donald Maclean                           |                    | 14 décembre 1918   | 12 février 1920   |                    | Parti libéral      |
| Herbert Henry Asquith                    |                    | 12 février 1920    | 21 novembre 1922  |                    | Parti libéral      |
| Ramsay MacDonald                         |                    | 4 novembre 1924    | 5 juin 1929       |                    | Parti travailliste |
| Stanley Baldwin                          |                    | 5 juin 1929        | 24 août 1931      |                    | Parti conservateur |
| Arthur Henderson                         |                    | 1er septembre 1931 | 25 octobre 1932   |                    | Parti travailliste |
| Winston Churchill                        |                    | 26 juillet 1945    | 26 octobre 1951   |                    | Parti conservateur |
| Winston Churchill                        | Parti libéral      | 26 juillet 1945    | 26 octobre 1951   |                    |                    |
| Clement Attlee                           |                    | 26 octobre 1951    | 25 novembre 1955  |                    | Parti travailliste |
| Hugh Gaitskell                           |                    | 14 décembre 1955   | 18 janvier 1963   |                    | Parti travailliste |
| George Brown                             |                    | 18 janvier 1963    | 14 février 1963   |                    | Parti travailliste |
| Alec Douglas-Home                        |                    | 16 octobre 1964    | 28 juillet 1965   |                    | Parti conservateur |
| Harold Wilson                            |                    | 19 juin 1970       | 4 mars 1974       |                    | Parti travailliste |
| Edward Heath                             |                    | 4 mars 1974        | 11 février 1975   |                    | Parti conservateur |
| Margaret Thatcher                        |                    | 11 février 1975    | 4 mai 1979        |                    | Parti conservateur |
| James Callaghan                          |                    | 4 mai 1979         | 10 novembre 1980  |                    | Parti travailliste |
| Michael Foot                             |                    | 10 novembre 1980   | 2 octobre 1983    |                    | Parti travailliste |
| Neil Kinnock                             |                    | 2 octobre 1983     | 18 juillet 1992   |                    | Parti travailliste |
| John Smith                               |                    | 18 juillet 1992    | 12 mai 1994       |                    | Parti travailliste |
| Margaret Beckett                         |                    | 12 mai 1994        | 21 juillet 1994   |                    | Parti travailliste |
| Tony Blair                               |                    | 21 juillet 1994    | 2 mai 1997        |                    | Parti travailliste |
| John Major                               |                    | 2 mai 1997         | 19 juin 1997      |                    | Parti conservateur |
| William Hague                            |                    | 19 juin 1997       | 13 septembre 2001 |                    | Parti conservateur |
| Iain Duncan Smith                        |                    | 13 septembre 2001  | 6 novembre 2003   |                    | Parti conservateur |
| Michael Howard                           |                    | 6 novembre 2003    | 6 décembre 2005   |                    | Parti conservateur |
| David Cameron                            |                    | 6 décembre 2005    | 11 mai 2010       |                    | Parti conservateur |
| Harriet Harman                           |                    | 11 mai 2010        | 25 septembre 2010 |                    | Parti travailliste |
| Ed Miliband                              |                    | 25 septembre 2010  | 8 mai 2015        |                    | Parti travailliste |
| Harriet Harman                           |                    | 8 mai 2015         | 12 septembre 2015 |                    | Parti travailliste |
| Jeremy Corbyn                            |                    | 12 septembre 2015  | 4 avril 2020      |                    | Parti travailliste |
| Keir Starmer                             |                    | 4 avril 2020       | 5 juillet 2024    |                    | Parti travailliste |
| Rishi Sunak                              |                    | 5 juillet 2024     | 2 novembre 2024   |                    | Parti conservateur |
| Kemi Badenoch                            |                    | 2 novembre 2024    |                   |                    | Parti conservateur |